# Liste der Biografien/Breh
Liste der Biografien |
Portal Biografien |
Personensuche
# |
A |
B |
C |
D |
E |
F |
G |
H |
I |
J |
K |
L |
M |
N |
O |
P |
Q |
R |
S |
T |
U |
V |
W |
X |
Y |
Z |
?
 
Ba |
Be |
Bd |
Bg |
Bh |
Bi |
Bj |
Bl |
Bm |
Bn |
Bo |
Br |
Bs |
Bu |
Bw |
By |
Bz
 
Bra |
Brc |
Brd |
Bre |
Brg |
Bri |
Brj |
Brk |
Brl |
Brn |
Bro |
Brp–Brt |
Bru |
Brv |
Bry |
Brz
 
Brea |
Breb |
Brec |
Bred |
Bree |
Bref |
Breg |
Breh |
Brei |
Brej |
Brek |
Brel |
Brem |
Bren |
Breo |
Brep |
Breq |
Brer |
Bres |
Bret |
Breu |
Brev |
Brew |
Brex |
Brey |
Brez
Die Liste der Biografien führt alle Personen auf, die in der deutschsprachigen Wikipedia einen Artikel haben. Dieses ist eine Teilliste mit 76 Einträgen von Personen, deren Namen mit den Buchstaben „Breh“ beginnt.

## Breh

### Breha
- Brehaut, Ashley (* 1980), australischer Badmintonspieler
- Brehaut, Stuart (* 1978), australischer Badmintonspieler

### Brehe
- Breher, Silvia (* 1973), deutsche Politikerin (CDU), MdBSilvia Breher (* 1973)

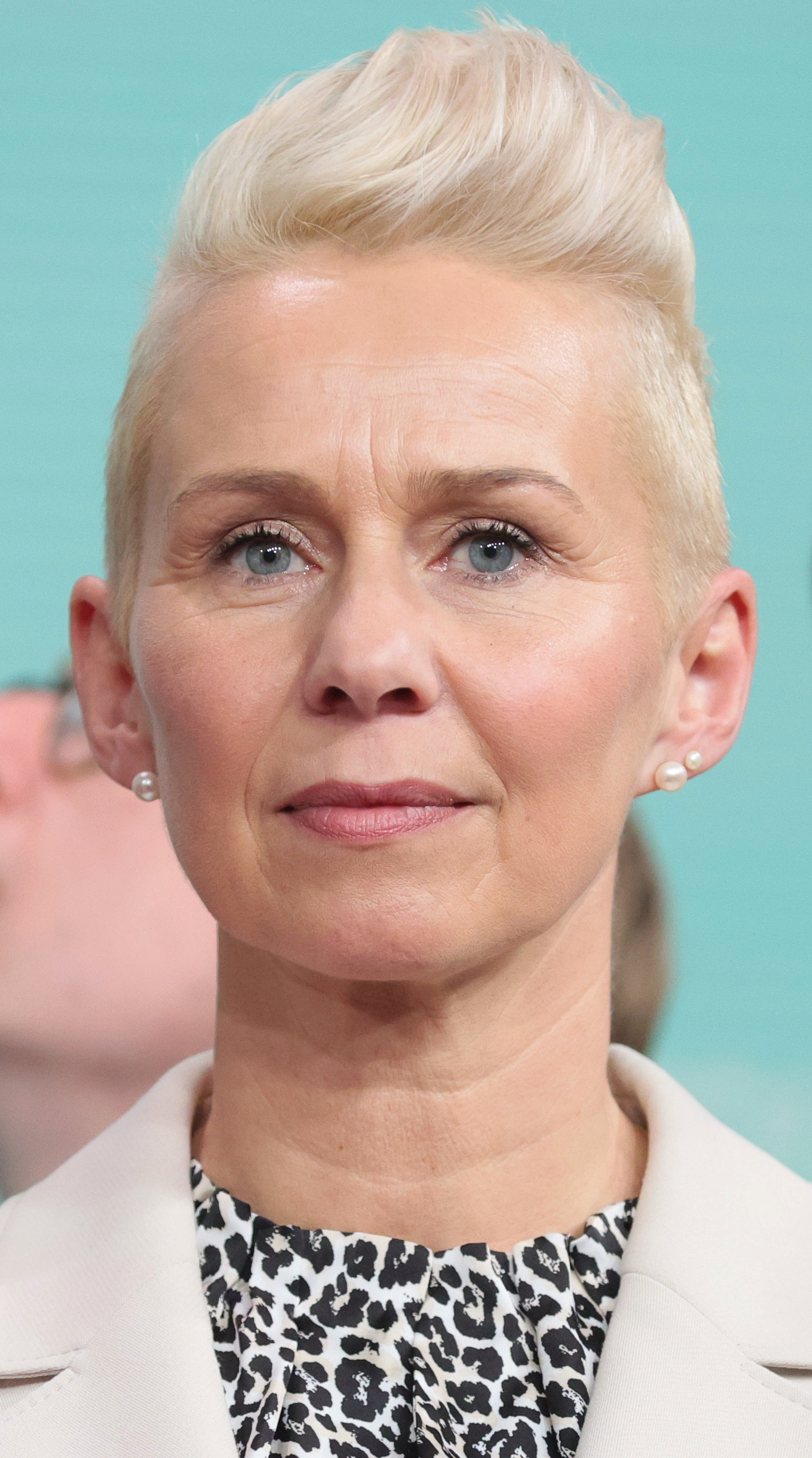
Silvia Breher (* 1973)

- Breher, Theodor (1889–1950), deutscher Ordensgeistlicher, Bischof von Yenki

### Brehi
- Bréhier, Émile (1876–1952), französischer Philosophiehistoriker
- Bréhier, Louis (1868–1951), französischer Historiker und Byzantinist

### Brehl
- Brehl, Christiane (* 1963), deutsche Journalistin
- Brehl, Michael (* 1955), kanadischer römisch-katholischer Ordensgeistlicher, Bischof von Pembroke, früherer Generaloberer der Redemptoristen
- Brehl, Thomas (1957–2010), deutscher Neonazi

### Brehm
- Brehm, Adolf (1878–1937), deutscher Rechtswissenschaftler
- Brehm, Alfons (1882–1968), deutscher Hockeyspieler
- Brehm, Alfred (1829–1884), deutscher Zoologe und Schriftsteller
- Brehm, Anne-Christine (* 1980), deutsche Architektin, Architekturhistorikerin und Münsterbaumeisterin in Freiburg
- Brehm, August (1854–1931), deutscher katholischer Priester, Domkapitular, Domdekan, Dompropst
- Brehm, Barbara (* 1966), deutsche Basketballspielerin
- Brehm, Berthold (* 1951), deutscher Kommunalpolitiker
- Brehm, Bruno (1892–1974), österreichischer SchriftstellerBruno Brehm (1892–1974)

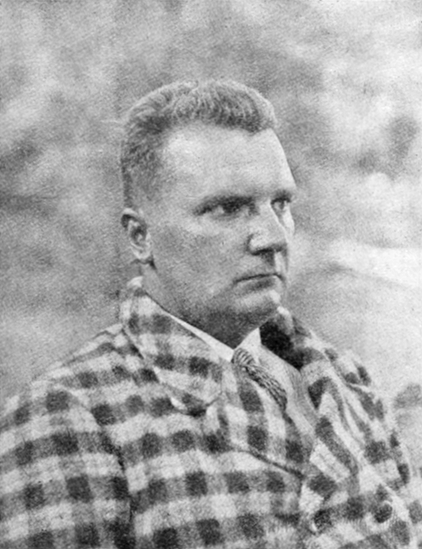
Bruno Brehm (1892–1974)

- Brehm, Christian Ludwig (1787–1864), deutscher Pfarrer und Ornithologe
- Brehm, Dietmar (* 1947), österreichischer Maler
- Brehm, Erich (1910–1966), deutscher Kabarettautor und -leiter
- Brehm, Eugen (1909–1995), deutsch-britischer Publizist und Pazifist
- Brehm, Franz (1861–1941), deutscher Politiker (Alldeutsche Partei)
- Brehm, Friedl (1917–1983), deutscher Verleger, Redakteur und Autor
- Brehm, Fritz (1858–1920), deutscher Sänger (Tenor), Theaterschauspieler, Dramaturg, Bühnenschriftsteller und Theaterregisseur
- Brehm, Helene (1862–1932), deutsche Heimatdichterin, Lehrerin
- Brehm, Herbert (1950–2013), deutscher Radsportler
- Brehm, Jack W. (1928–2009), US-amerikanischer Psychologe und Professor
- Brehm, Johannes (1810–1891), Bürgermeister und Abgeordneter des Kurhessischen Kommunallandtages
- Brehm, Karl-Heinz, deutscher Basketballspieler
- Brehm, Laura (* 1990), amerikanische Sängerin und Songwriterin
- Brehm, Reinhold (1830–1891), deutscher Arzt, Naturforscher, Ornithologe und Schriftsteller
- Brehm, Rudi (1924–1997), deutscher Gewerkschaftsfunktionär (DAG)
- Brehm, Sabine (* 1963), deutsche Eisschnellläuferin
- Brehm, Sebastian (* 1971), deutscher Politiker (CSU)
- Brehm, Simon (1921–1967), schwedischer Jazz-Bassist und Bigband-Leader
- Brehm, Vincenz (1879–1971), österreichischer Biologe und Tiergeograph
- Brehm, Walter (* 1948), deutscher Sportwissenschaftler
- Brehm, Walter E. (1892–1971), US-amerikanischer Politiker
- Brehm, Werner (* 1954), deutscher Fußballspieler
- Brehm, Wilhelm (1907–1945), deutscher römisch-katholischer Geistlicher und Märtyrer
- Brehm, Wolfgang (1944–2017), deutscher Rechtswissenschaftler und Hochschullehrer
- Brehm, Wolfgang Josef (1948–2023), deutscher Künstler und Kunsterzieher
- Brehm-Fritsch, Sofie (* 1861), deutsche Opernsängerin (Sopran) und Gesangspädagogin
- Brehme, Albert (1903–1971), deutscher Bobfahrer
- Brehme, Andreas (1960–2024), deutscher Fußballspieler und -trainerAndreas Brehme (1960–2024)

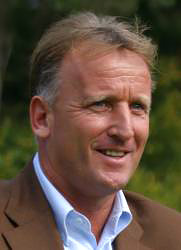
Andreas Brehme (1960–2024)

- Brehme, Anton (* 1999), deutscher VolleyballspielerAnton Brehme (* 1999)

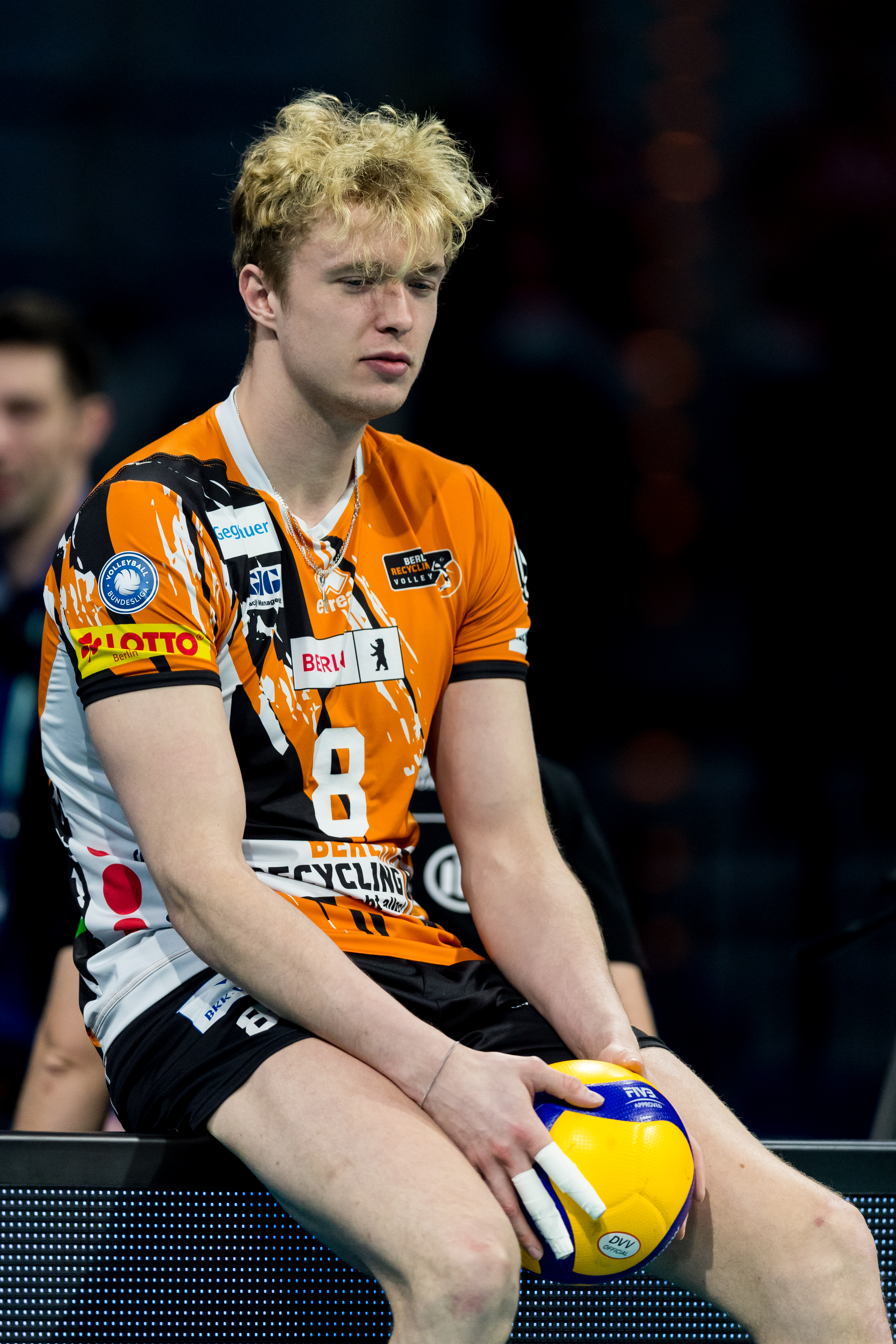
Anton Brehme (* 1999)

- Brehme, Bernd (* 1938), deutscher Fußballtrainer
- Brehme, Christian (1613–1667), deutscher Dichter, Bibliothekar und Bürgermeister in Dresden
- Brehme, Hans (1904–1957), deutscher Komponist
- Brehme, Hugo (1882–1954), deutsch-mexikanischer Fotograf
- Brehme, Karl (1858–1925), sächsischer Generalmajor
- Brehme, Matthias (* 1943), deutscher Geräteturner
- Brehme, Richard (1826–1887), deutscher Arzt und Politiker
- Brehme, Stephanie (* 1970), deutsche Schauspielerin
- Brehmer, Adolf (1840–1904), deutscher Rechtsanwalt und Politiker
- Brehmer, Arthur (1858–1924), österreichischer Journalist und Schriftsteller
- Brehmer, August Ferdinand von (1742–1829), preußischer Generalmajor
- Brehmer, Bernhard (* 1971), deutscher Slawist
- Brehmer, Erec (* 1987), deutscher Filmregisseur, Drehbuchautor, Filmeditor und Produzent
- Brehmer, Friedrich (1815–1889), deutscher Medailleur, Münzgraveur und Goldschmied
- Brehmer, Friedrich (1873–1952), deutscher Fregattenkapitän der Kaiserlichen Marine, Generalkonsul für Deutschland der Union von Südafrika, Theaterdirektor und Schriftsteller
- Brehmer, Heike (* 1962), deutsche Politikerin (CDU), MdBHeike Brehmer (* 1962)

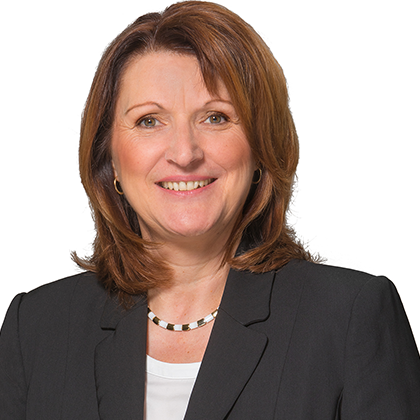
Heike Brehmer (* 1962)

- Brehmer, Heinrich (1800–1872), Bürgermeister in Lübeck
- Brehmer, Hermann (1826–1889), deutscher Arzt, Gründer eines Freiluftsanatoriums für Tuberkulosekranke
- Brehmer, Hugo (1844–1891), deutscher Unternehmer und Erfinder
- Brehmer, Joachim (* 1944), deutscher Hörspielautor
- Brehmer, Johann Friedrich von (1737–1802), preußischer Generalmajor und Chef des Infanterieregiments Nr. 9
- Brehmer, KP (1938–1997), deutscher Maler, Grafiker und Filmemacher
- Brehmer, Manuel (* 1978), deutscher Ruderer
- Brehmer, Nikolaus Heinrich (1765–1822), deutscher Mediziner und Privatgelehrter
- Brehmer, Siegfried (1917–1996), deutscher Mathematiker, Hochschullehrer und Schachkomponist
- Brehmer, Walter (1894–1967), deutscher Offizier, zuletzt Generalmajor im Zweiten Weltkrieg
- Brehmer, Wilhelm (1828–1905), Senator und Bürgermeister der Hansestadt Lübeck
- Brehmer, Wilhelm von (* 1883), deutscher Pharmazeut und Alternativmediziner
- Brehmer-Gaffron, Antonie (1833–1908), deutsche Schriftstellerin

### Breho
- Brehony, Roisin Nuala (* 1990), britisch-irische Schauspielerin und Sängerin